# Battaglia di Capo San Giorgio
La battaglia di Capo san Giorgio si svolse nella notte tra il 24 e il 25 novembre 1943 a sud-est dell'omonimo promontorio della Nuova Britannia (non lontano dall'isola di Buka), tra un gruppo di cinque cacciatorpediniere giapponesi impegnati nel trasporto di truppe all'isola e di sgombero di personale non necessario alla difesa e una squadra statunitense anch'essa forte di cinque cacciatorpediniere, guidata dal capitano di vascello Arleigh Burke. Il comandante americano, avvisato dalla ricognizione aerea dei movimenti nipponici, fu capace di sorprendere al ritorno i cinque cacciatorpediniere giapponesi e ne affondò tre con un fulmineo e brutale attacco, senza accusare alcuna perdita. Il combattimento confermò un cambio di equilibrio nelle battaglie tra naviglio leggero degli opposti schieramenti, che spesso avevano visto prevalere gli esperti equipaggi nipponici, e fu l'ultimo scontro notturno collegato alla dura campagna delle isole Salomone.

## Situazione strategica
A seguito della perdita delle Salomone centrali, il viceammiraglio Jin'ichi Kusaka e il tenente generale Hitoshi Imamura (comandanti supremi giapponesi per l'ampia regione isole Salomone-Nuova Guinea) avevano concentrato rinforzi ed energie nella vasta isola di Bougainville, prevedendo correttamente che le sue dimensioni e la presenza di diversi grandi aeroporti avrebbero impedito alle forze guidate dal viceammiraglio William Halsey di applicare il cosiddetto "salto della rana". Il 1º novembre 1943 la 3ª Divisione Marine attaccò in effetti Bougainville, approdando però a Capo Torokina, nell'inospitale costa occidentale dell'isola. Il tenente generale Harukichi Hyakutake, comandante della 17ª Armata e di reparti di marina che costituivano assieme la guarnigione, fu preso in contropiede e non seppe organizzare la benché minima azione offensiva; anche l'8ª Flotta del viceammiraglio Tomoshige Samejima, che da Rabaul aveva inviato quasi tutte le sue unità, non riuscì a schiacciare la flotta di supporto statunitense, che le inferse una sconfitta nella battaglia della baia dell'imperatrice Augusta (notte del 1º-2 novembre). La testa di ponte americana rimaneva comunque relativamente contenuta e presto il generale Hyakutake ritrattò le sue considerazioni; affermò che lo sbarco era solo un'astuta diversione per un assalto anfibio più a nord, diretto contro l'isola di Buka, allo scopo di tagliare i rifornimenti a Bougainville e disporre di basi aeree pericolosamente vicine a Rabaul. Dietro le sue insistenze, perciò, la marina autorizzò una serie di traversate per concentrare uomini, mezzi e armi sull'isola.

## Svolgimento della battaglia
Fu riattivato il Tokyo Express, il via vai di unità leggere e veloci organizzato nell'estate 1942 nel corso della campagna di Guadalcanal, che dalla metà di novembre 1943 recò a Buka di truppe e materiali. La sera del 24 novembre un altro piccolo convoglio partì da Rabaul: era composto dai cacciatorpediniere Makinami, Onami, Amagiri, Yugiri e Uzuki, gli ultimi tre dei quali avevano a bordo 920 uomini. La formazione diresse subito verso Buka senza perdere tempo in diversioni, per compiere al più presto la missione; gli statunitensi erano però in guardia, sia per i risultati di una ricognizione aerea su Rabaul, sia per l'intercettazione delle comunicazioni nipponiche. Il viceammiraglio Halsey dispose dunque a 35 miglia a ovest di Buka uno squadrone di 5 cacciatorpediniere (USS Charles Ausburne, USS Claxton, USS Dyson, USS Spence, USS Converse) al comando del capitano di vascello Arleigh Burke.

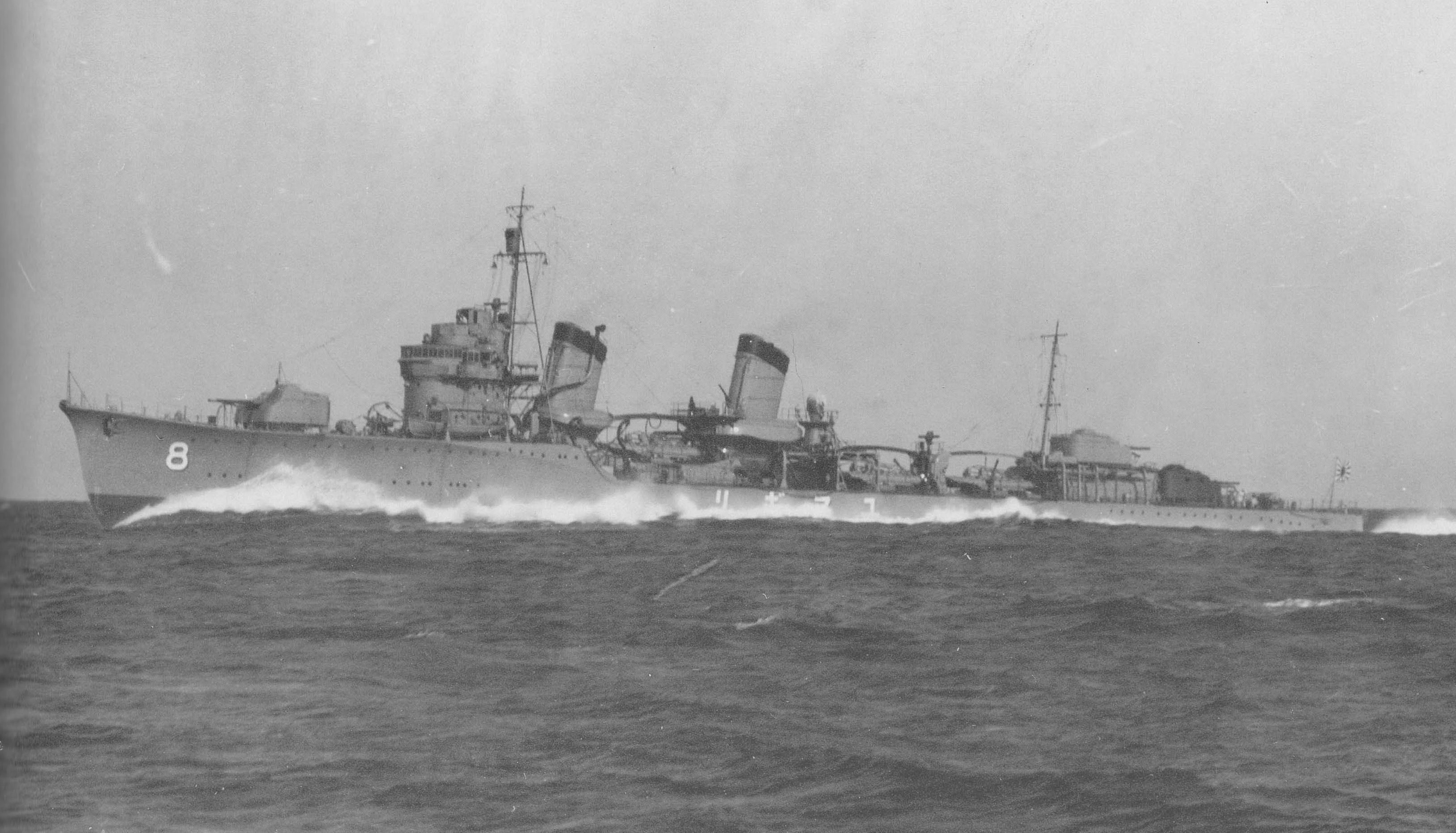
Il cacciatorpediniere giapponese Yūgiri, fotografato nel novembre 1930: fu una delle tre unità giapponesi affondate nel combattimento

Mentre la formazione statunitense prendeva posizione, i cacciatorpediniere giapponesi erano già arrivati a destinazione, avevano sbarcato gli uomini, caricato 700 piloti senza più velivoli e avevano fatto rotta verso il mare aperto dove il Makinami e lo Onami erano rimasti di guardia. Verso le 02:00 del 25 novembre la squadra del capitano Burke rilevò la presenza del convoglio nipponico grazie ai radar: il comandante fece portare al massimo la velocità, fece lanciare 15 siluri nonostante la distanza e poi accostò. Lo Onami, in testa al gruppo giapponese ancora ignaro della vicinanza del nemico, finì direttamente sulla traiettoria degli ordigni, che non erano stati assolutamente scorti dalle vedette se non quando era troppo tardi; lanciato a grande velocità, non seppe evitare un siluro che lo fece affondare con una grande esplosione. Anche l'unità che lo seguiva, il Makinami, fu colpito da un siluro che mise fuori uso le macchine: il cacciatorpediniere andò alla deriva per l'abbrivio e poi si fermò, rimanendo a galla nonostante i gravi danni. I cacciatorpediniere statunitensi, intanto avevano preso una rotta grossomodo nord-ovest all'inseguimento degli altri cacciatorpediniere nipponici, che stavano fuggendo verso nord: raggiuntili alla velocità di 33 nodi, inquadrarono prima delle 03:00 lo Yugiri situato in coda, che fu presto centrato da diverse granate da 127 mm. Presto immobilizzato, fu colato a picco dal tiro concentrato statunitense in pochi minuti. Lo Amagiri e lo Uzuki approfittarono di questa tregua per sganciarsi e tornare in salvo a Rabaul, dove si ormeggiarono in mattinata. Lo squadrone del capitano Burke tornò dunque indietro e finì il relitto del Makinami a colpi di cannone, prima di fare rotta per Bougainville.

## Conclusioni e conseguenze
Lo svolgimento della battaglia aveva visto una schiacciante supremazia della formazione statunitense, che riguadagnò le basi amiche senza la minima perdita di navi o equipaggi; un simile esito non era nuovo nel scontri tra le isole Salomone, essendosi già registrato dopo la battaglia al largo di Vella Lavella, avvenuta all'inizio di agosto e che costò ai giapponesi tre dei quattro cacciatorpediniere impegnati in una missione di rifornimento e trasporto truppe. La sconfitta al largo di Capo San Giorgio segnò anche la fine del Tokyo Express dopo oltre un anno di servizio e rappresentò l'ultima battaglia navale notturna combattuta nei paraggi delle Salomone. Sempre in seguito alle perdite subite, l'8ª Flotta e il viceammiraglio Kusaka preferirono usare da allora in avanti, durante gli spostamenti via mare, chiatte a motore o unità di scarso dislocamento, non potendo più permettersi di adoperare i preziosi cacciatorpediniere in azioni secondarie.